# Тригранна кістка
Тригранна кістка (лат. os triquetrum) — одна з кісток зап'ястка, належить до проксимального ряду. Гомологічна кістці ulnare плазунів і земноводних, що зчленовується з ліктьовою.

## Назва
Латинська назва утворена від triquetrus («тригранний, трибічний», пор. «трикветр», «трикветрум»). Також трапляються назви os pyramidale («пірамідальна кістка») та os cuneiforme («клиноподібна кістка»). Зрідка вживана назва os triangulare («трикутна кістка») є не зовсім точною, бо так називається додаткова кістка, яка іноді трапляється в цій ділянці.

## Будова
Тригранна кістка має пірамідальну форму, овальною гранню вона зчленовується з горохоподібною кісткою, чотирибічною — з півмісяцевою, вигнутою — з гачкуватою. Розташовується в проксимальному ряді зап'ясткових кісток, на верхньо-ліктьовій стороні зап'ястка:708. Для полегшення пальпації тригранної кістки при обстеженні кисть слід відвести в променевому напрямку, щоб кістка висунулася з-під шилоподібного відростка.

### Поверхні
- Верхня — містить медіальну шерехату ділянку, яка не бере участь в зчленуваннях, та латеральну вигнуту ділянку, що зчленовується з суглобовим диском дистального променево-ліктьового суглоба.
- Нижня — повернена в латеральному напрямку, вигнута, звивисто вирізана, гладка, зчленовується з гачкуватою кісткою.
- Дорсальна — шерехата для кріплення зв'язок.
- Долонна — містить у медіальній ділянці овальну грань, що є місцем зчленування з горохоподібною кісткою, а латеральна ділянка має шерехату поверхню для прикріплення зв'язок.
- Латеральна поверхня — основа піраміди, має плоску, чотирибічну грань, якою зчленовується з півмісяцевою кісткою.
- Медіальна — вершина піраміди, загострена і шерехата для прикріплення ліктьової коллатеральної зв'язки зап'ястка.

## Розвиток
Тригранна кістка осифікується у віці між 9 та 50 місяцями (4 роками 2 місяцями).

## Клінічне значення
Переломи тригранної кістки трапляються, зокрема, при сильному згинанні зап'ястка, що приводить до відриву її дорсальної частини. Такий відривний перелом часто буває непомітним на фронтальних рентгенограмах, але тонкий фрагмент кістки видно на латеральних.

## Галерея

Положення тригранної кістки лівої руки (виділена червоним). Анімація.
Тригранна кістка лівої руки великим планом. Анімація.
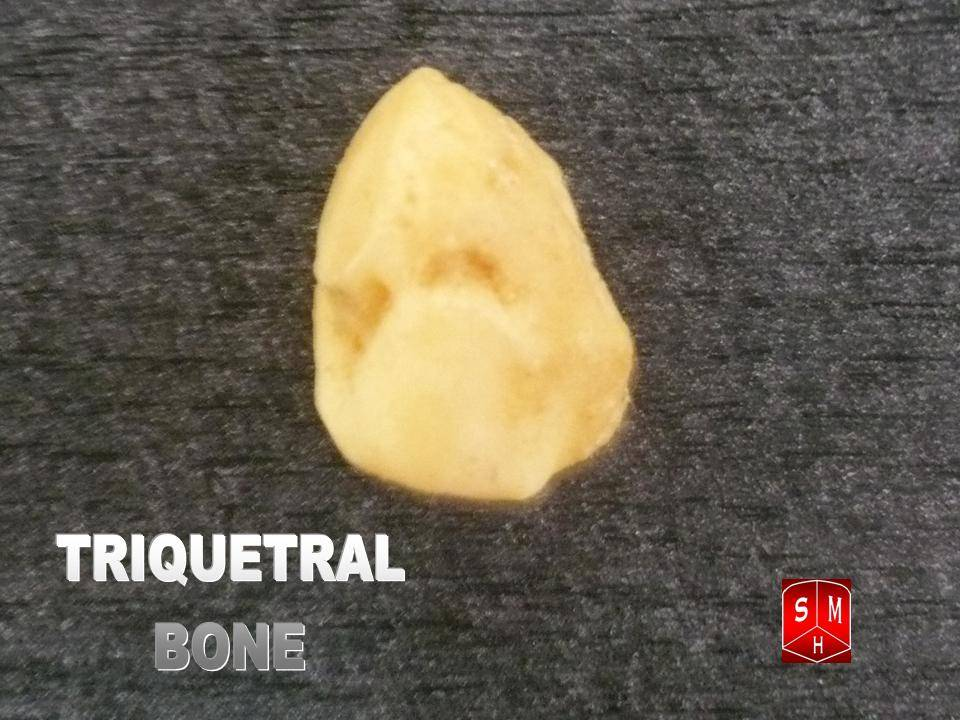
Тригранна кістка.
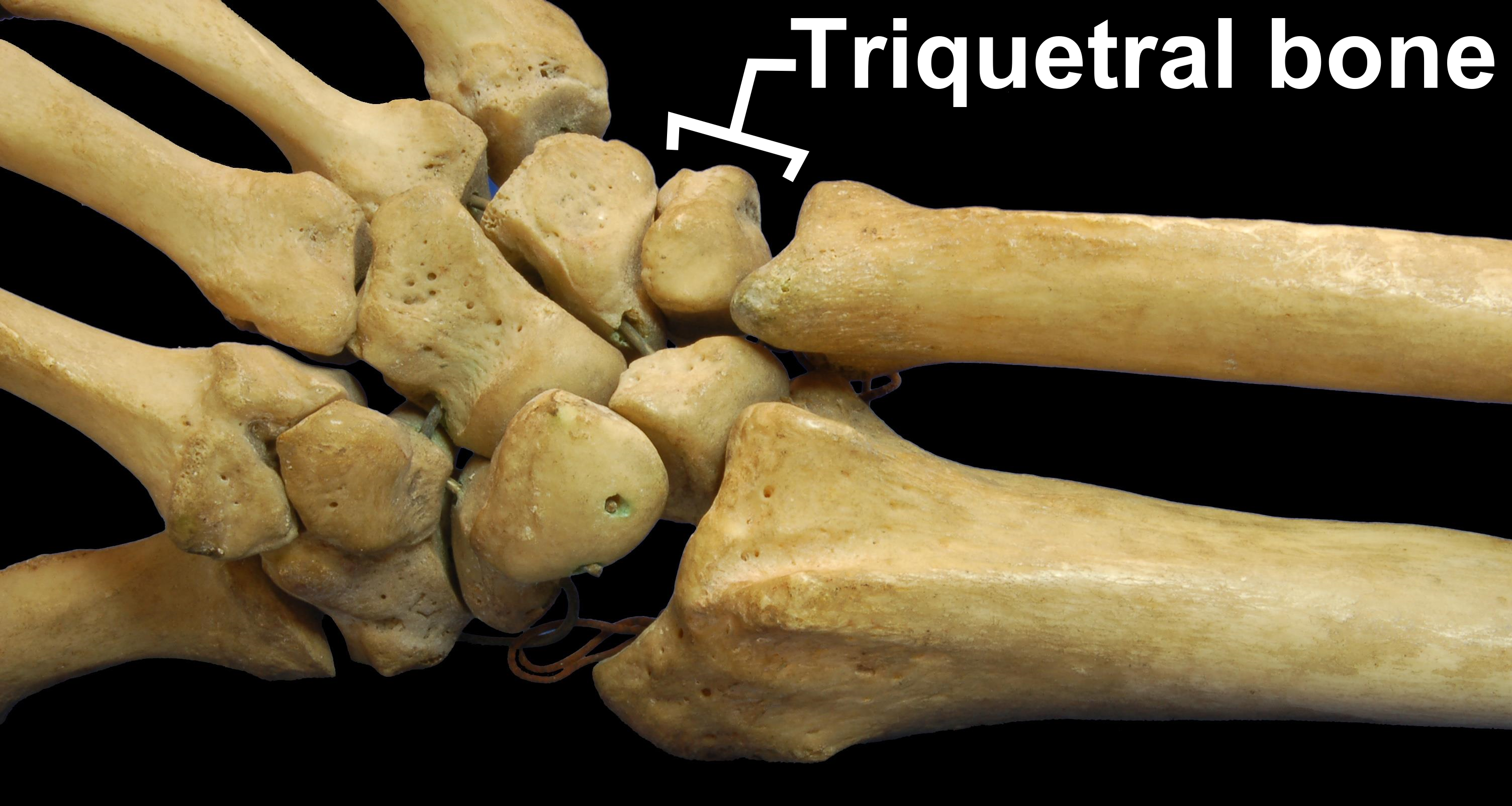
Права рука ззаду (з тильного боку). Великий палець унизу.
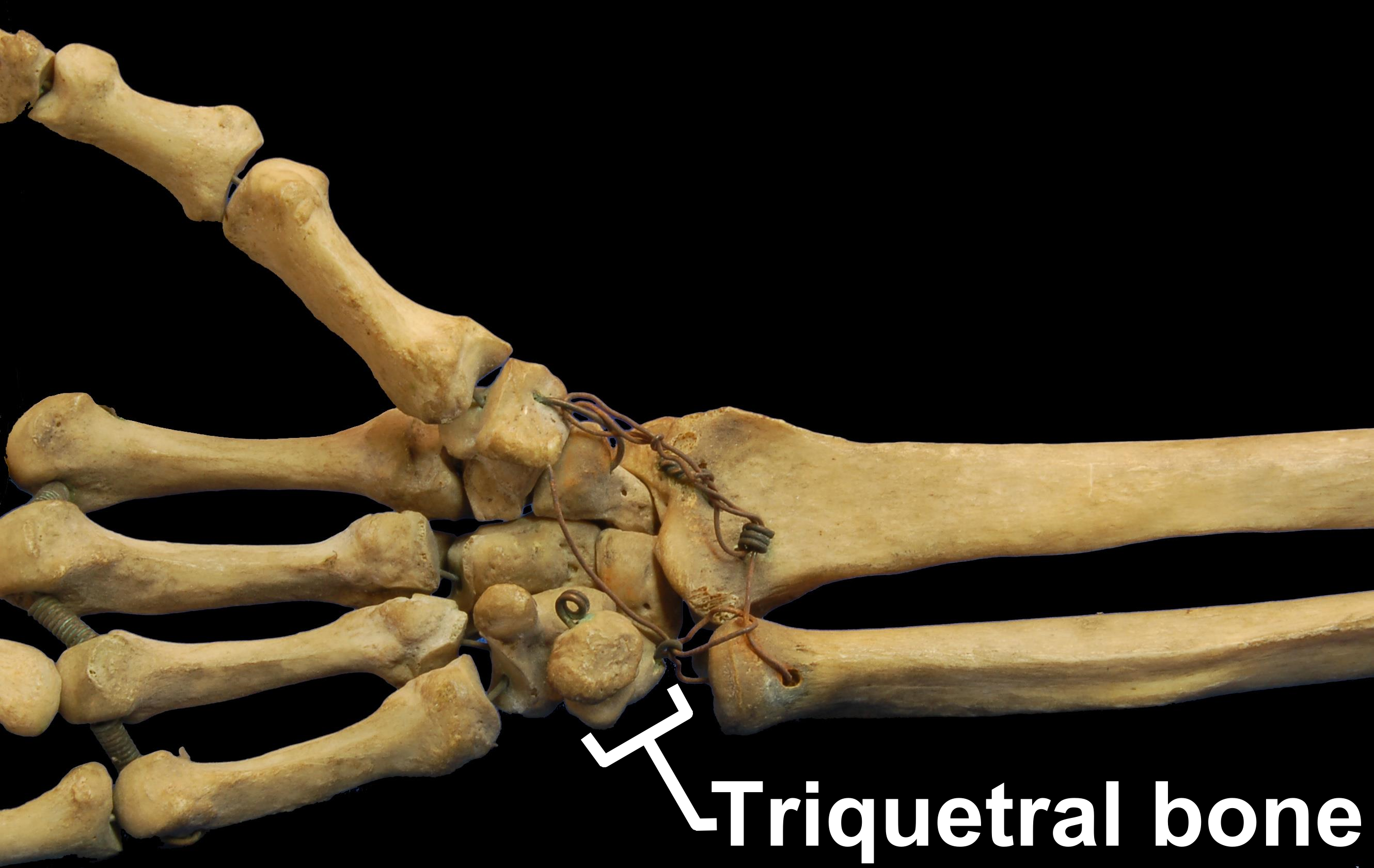
Права рука спереду (з боку долоні). Великий палець угорі.
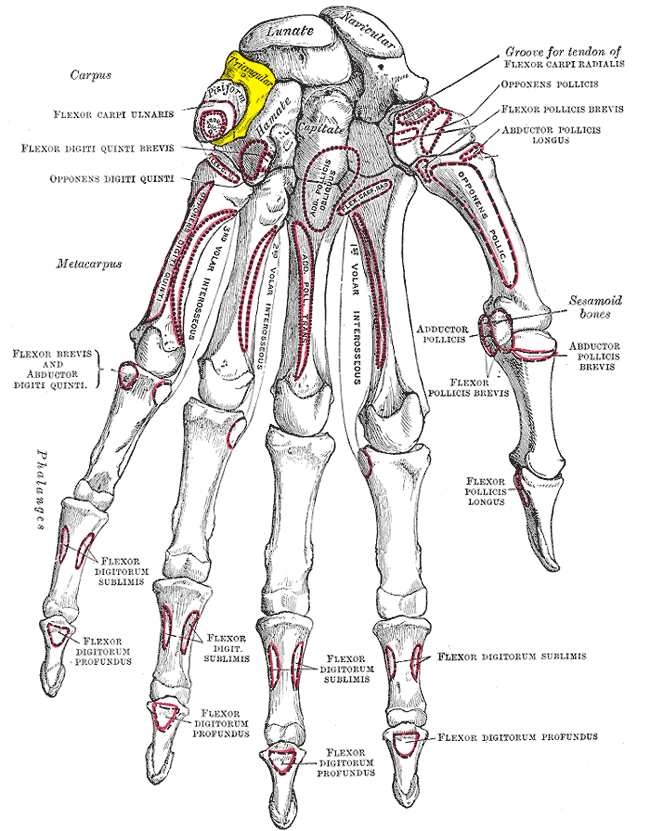
Кістки лівої руки. Долонна поверхня. Тригранна кістка виділена жовтим.
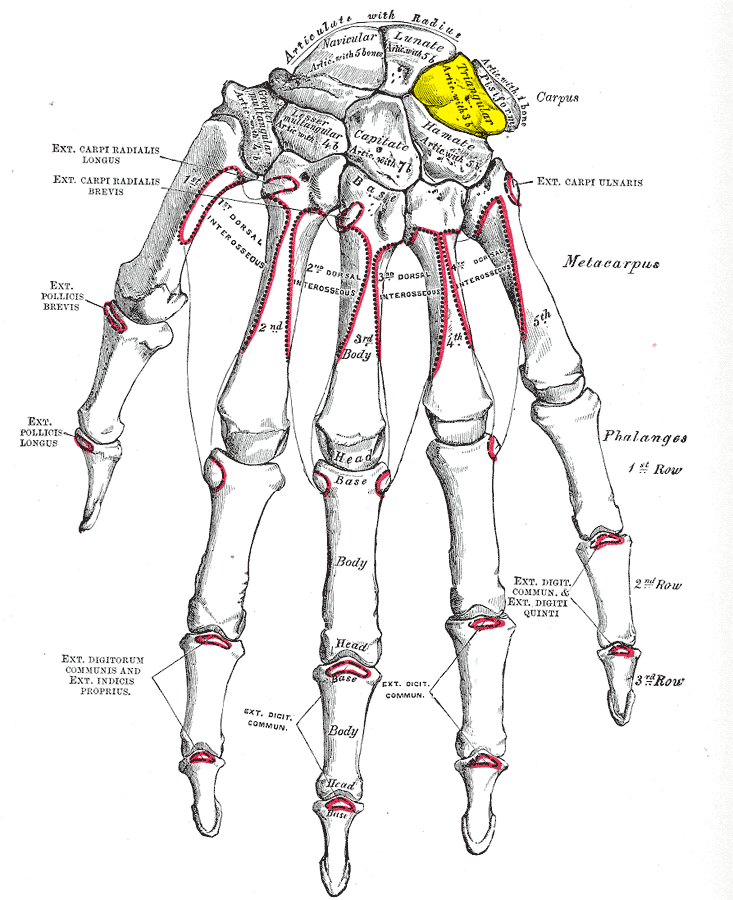
Кістки лівої руки. Тильна поверхня. Тригранна кістка виділена жовтим.
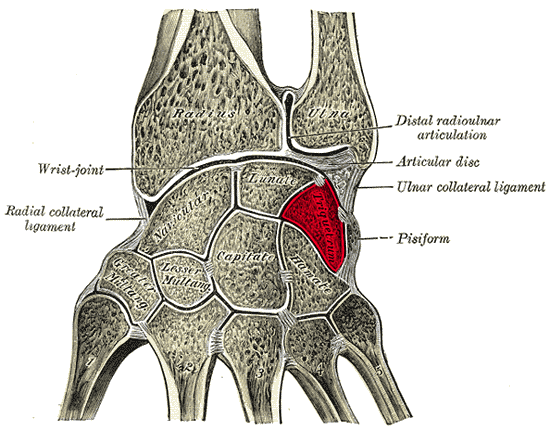
Поперечний розріз через зап'ясток (великий палець ліворуч). Тригранна кістка виділена червоним.
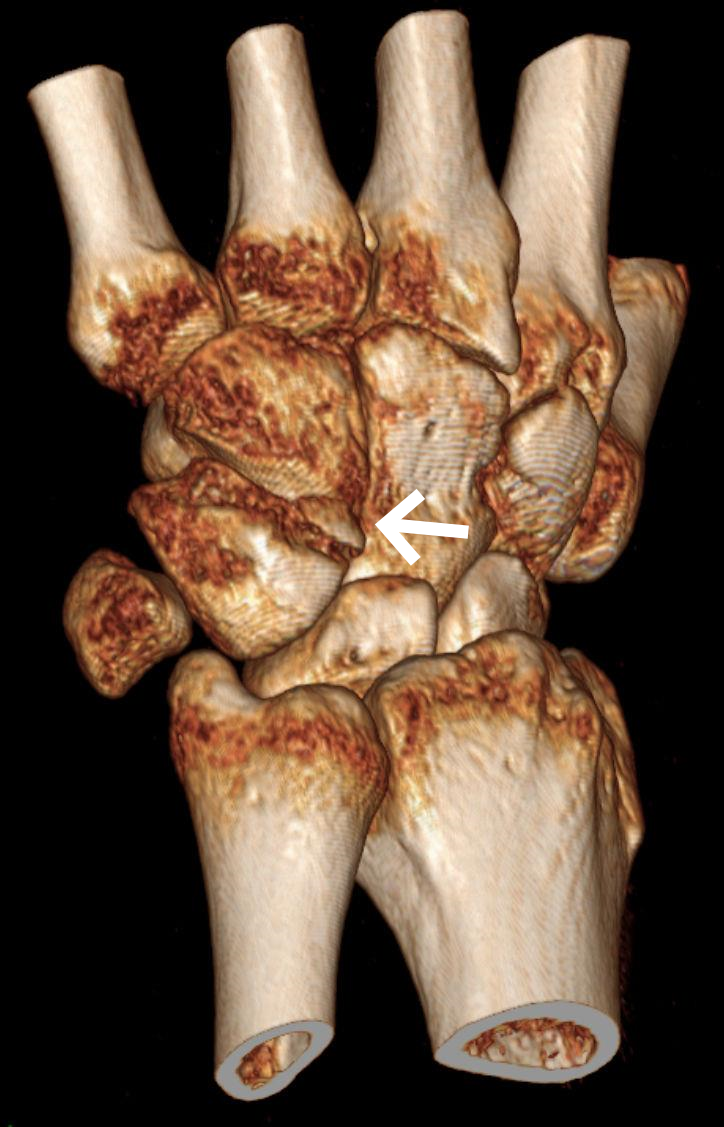
Перелом тригранної кістки (позначений білою стрілкою).
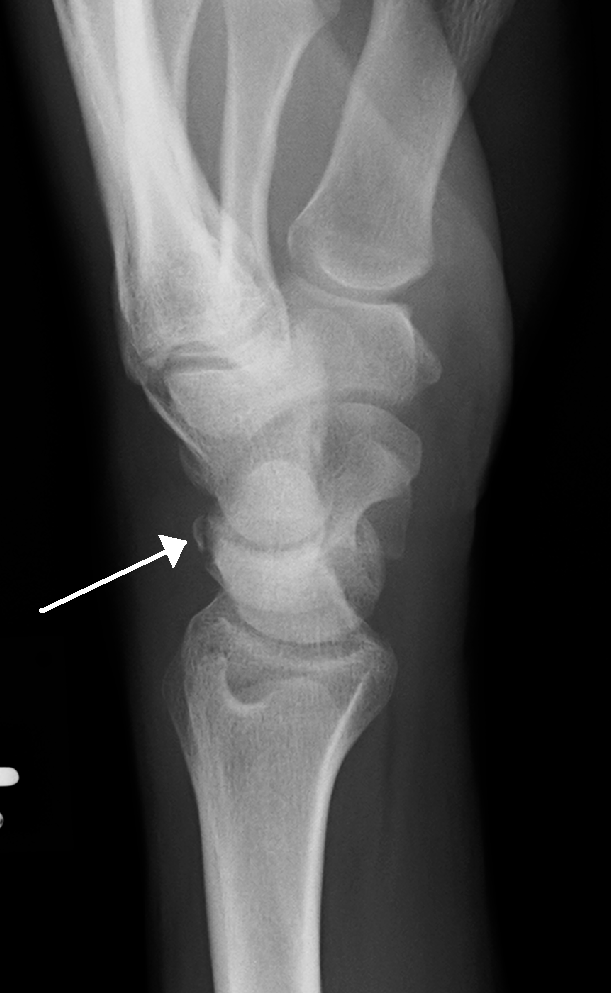
Перелом тригранної кістки на латеральній рентгенограмі.